# 皮德莫納斯季羅克 (拉傑霍夫區)
50°11′31″N 24°55′56″E / 50.19194°N 24.93222°E
皮德莫納斯季羅克（烏克蘭語：Підмонастирок），是烏克蘭西部的村莊，隸屬利維夫州的舍普季茨基區。該村面積0.48平方公里，海拔高度209米，2001年人口83，人口密度每平方公里172.2人。